# PNA Cabo Corrientes (GC-73)
La lancha PNA Cabo Corrientes (GC-73) es una lancha guardacostas de la clase Z-28 de la Prefectura Naval Argentina (PNA) comisionada en 1980.

## Historia
La lancha GC-73 Cabo Corrientes es una de las 20 unidades de la clase Z-28 adquiridas por la prefectura argentina en 1979. Fue construida por Blohm + Voss en Alemania Occidental.
En 1982 durante la Guerra de Malvinas el GC-73 marchó a Puerto Santa Cruz junto al GC-77 Golfo San Matías y GC-79 Río Deseado previo al cruce a las Islas Malvinas, cruce que nunca se realizó por el bloqueo británico.
Terminada la guerra recibió las condecoraciones Honor al Valor en Combate y Operaciones de Combate.